# Peñalosa (Córdoba)
Peñalosa es una localidad española del municipio de Fuente Palmera, perteneciente a la provincia de Córdoba, en la comunidad autónoma de Andalucía.

## Historia
Hacia mediados del siglo XIX, el lugar, ya por entonces perteneciente a Fuente Palmera, tenía contabilizadas 3 casas de teja y 20 de rama, con una población de 142 habitantes. Aparece descrito en el decimosegundo volumen del Diccionario geográfico-estadístico-histórico de España y sus posesiones de Ultramar de Pascual Madoz de la siguiente manera:

PEÑALOSA: ald. en la prov. y dióc. de Córdova (5 1/2 leg.), part. jud. de Posadas (2), ayunt. y felig. de Fuente-Palmera (1/2). Está enclavada en el térm. de esta última villa, y se compone de 3 casas de teja y 20 de rama, en las que habitan 34 vec., 142 alm. Sus prod. son las mismas que las de Fuente-Palmera (V.).
(Madoz, 1849, p. 784)

En 2022, la entidad singular de población tenía empadronados 388 habitantes y el núcleo de población 373 habitantes.